# I Love a Piano
『I Love a Piano』（アイ・ラブ・ア・ピアノ）は、今井美樹初のセルフカバー・アルバム。2008年2月14日に発売された。発売元はEMIミュージック・ジャパン。
2009年3月25日『Ivory III』、『Milestone』と同時に高音質SHM-CDにて限定再発売された。

## 概要
今井と縁の深いピアニストを迎えて制作された企画アルバム。タイトルは、ジュディ・ガーランド、フレッド・アステア主演のミュージカル映画『イースター・パレード』の挿入歌「アイ・ラヴ・ア・ピアノ」（アーヴィング・バーリン作曲）から採られたもの。
本作は今井の代表曲7曲に対してそれぞれ異なる7人のピアニストを迎え、ピアノ&ボーカルのデュオ曲としてリアレンジしたアルバムである。
「瞳がほほえむから」の編曲・ピアノ演奏を担当した河野圭は、2008年より今井のライブツアーのバンドマスターを務めている。2008年および2010年のライブでは、本作に収録のアレンジを基調としたバンドアレンジで演奏された。
「Goodbye Yesterday」の編曲・ピアノ演奏を担当した倉田信雄は、ビルボードライブ東京、ビルボードライブ大阪にて今井とデュオライブを2009年より毎年開催している（2016年は東京のみ）。

## 収録曲

### CD
| #         | タイトル                  | 作詞       | 作曲       | 編曲・ピアノ           | 時間  |
| --------- | ------------------------- | ---------- | ---------- | ---------------------- | ----- |
| 1.        | 「瞳がほほえむから」      | 岩里祐穂   | 上田知華   | 河野圭                 | 5:37  |
| 2.        | 「年下の水夫」            | 岡田ふみ子 | 川江美奈子 | 小曽根真               | 6:03  |
| 3.        | 「春の日」                | 今井美樹   | MAYUMI     | 武部聡志               | 5:03  |
| 4.        | 「Goodbye Yesterday」     | 布袋寅泰   | 布袋寅泰   | 倉田信雄               | 5:54  |
| 5.        | 「遠い街から」            | 今井美樹   | 久石譲     | 川江美奈子(＋コーラス) | 5:40  |
| 6.        | 「ルパン三世 愛のテーマ」 | 千家和也   | 大野雄二   | 大野雄二               | 5:42  |
| 7.        | 「PRIDE」                 | 布袋寅泰   | 布袋寅泰   | 塩谷哲                 | 6:09  |
| 合計時間: | 合計時間:                 | 合計時間:  | 合計時間:  | 合計時間:              | 40:08 |

### 曲解説
1. 瞳がほほえむから
  - 収録：2008年1月25日　Sony music studio Tokyo第2スタジオ

オリジナルは1989年発売のシングル表題曲。
2. 年下の水夫
  - 収録：2007年12月28日　Bunkamura studio・Aスタジオ

オリジナルは2006年発売のシングル表題曲。
3. 春の日
  - 収録：2007年12月19日　Sony music studio Tokyo第2スタジオ

オリジナルは1995年発売のアルバム『Love Of My Life』収録曲。
4. Goodbye Yesterday
  - 収録：2007年12月14日　Bunkamura studio・Bスタジオ

オリジナルは2000年発売のシングル表題曲。
5. 遠い街から
  - 収録：2007年12月20日　Sony music studio Tokyo第2スタジオ（ミックスダウンは12月21日Bunkamura studio Bスタジオで実施）。

オリジナルは1992年発売のアルバム『flow into space』収録曲。
6. ルパン三世 愛のテーマ
  - 収録：2007年11月29日　Sound City 第1スタジオ

「ルパン三世 (TV第2シリーズ)」のエンディング・テーマ（歌・水木一郎）を、2007年の発売シングル「祈り」のカップリングとして大野のアレンジの下、今井がカバーした。本作に収録のテイクでは、それをさらに大野によってピアノ&ボーカル形式にアレンジしている。
7. PRIDE
  - 収録：2007年12月11日　Sony music studio Tokyo第2スタジオ

オリジナルは1996年発売のシングル表題曲。